# پنتاکس کی۱۱۰دی
پنتاکس کی۱۱۰دی (به انگلیسی: Pentax K110D) یک دوربین عکاسی ساخت شرکت پنتاکس است.